# Bridgeport (Teksas)
Bridgeport – miasto w Stanach Zjednoczonych, w stanie Teksas, w hrabstwie Wise. Według danych z 2023 roku liczy 6514 mieszkańców. 